# Paus Dionysius
Dionysius (Griekenland?, geboortedatum onbekend - Rome?, 26 december 268) is de 25ste paus van de Katholieke Kerk. Men vermoedt dat hij van Griekse komaf is. Hij volgde Sixtus II op, die omkwam bij de christenvervolgingen onder keizer Valerianus I. Tijdens zijn pontificaat werden de banden met de Afrikaanse en Midden-Oosterse kerken hersteld. Hier was ruzie om de ketterdoop.
Door Dionysius werden grote sommen geld naar de door de Goten verwoeste kerken gestuurd, om de kerken te herbouwen en de gijzelaars te bevrijden. Keizer Gallienus vaardigde in 260 een decreet uit, waarin stond dat de christenen met rust gelaten moesten worden. Dit stelde de Kerk in staat zich te herpakken.
Traditioneel wordt Dionysius vereerd als heilige. Hij is de eerste paus die niet als martelaar genoemd wordt. Zijn feestdag is 26 december, net als zijn sterfdag. In Frankrijk en Augsburg wordt zijn feestdag op 22 april, de dag van de verheffing van zijn gebeente gevierd.
Cursief: tegenpaus